# Tedizolid
Tedizolid (în trecut denumit Torezolid) este un antibiotic din clasa oxazolidinonelor, fiind utilizat în tratamentul infecțiilor bacteriene grave, precum infecții complicate ale pielii și ale țesuturilor moi. Spectrul de activitate al antibioticului include bacterii foarte rezistente precum streptococi, enterococ vancomicino-rezistent (VRE) și stafilococ auriu meticilino-rezistent (MRSA). Tedizolid este mult mai activ asupra stafilococilor și enterococilor în comparație cu linezolid.